# كفر عقا
كَفْرُ عَقَّا هي قرية لبنانية من قرى قضاء الكورة في محافظة الشمال.
تقع كفر عقا في الطرف الشرقي الجنوبي من قضاء الكورة، في نقطة وسطية بين جرود البترون وبشري وزغرتا من جهة، وساحل البحر المتوسط من جهة أخرى.
تبعد 17 كلم جنوبي مدينة طرابلس وترتفع عن سطح البحر ما يقارب ال350 و375م. وتبلغ مساحتها 5.6 كم2

## التسمية
يتألف اسم كفر عقا من كلمتين: الكَفْرُ وهو القرية، و«عقا» كلمة سريانية آرامية أيضا تعني الحزن. حدد الأبوين الباحثين في اللّغات السامية يوسف حبيقة واسحق أرملة، في مقال لهما نشراه في مجلة المشرق (عدد تموز - أيلول سنة 1939 ص 407)، معنى لفظة «عقا» بالعقد، القلادة، الحلى أو سلسلة من ذهب. فتكون معنى كفر عقا: حقل الحلى، أو موطن الجمال، أو حقل الذهب، أو قرية الحزن والكآبة والضيق.
أيد الدكتور أنيس فريحة الرأي الثاني من دون أن يدحض الرأي الأول. لكن الدكتور اميل يعقوب اصر على ان «عقا» تعني القلادة والحلي.(المصدر رقم 2)

## زراعاتها
تشتهر كفر عقا بزراعة الزيتون وتجارة منتوجاته، من الزيت والصابون والجفت. فهي الأولى في لبنان بإنتاج الزيت وتصديره، وعدد معاصرها يناهز العشرين.لقد أعطت أشجار الزيتون شهرة للبلدة وجعلتها مقصدا لكل التجار اللبنانيين والاجانب مما عكس انتعاشا اقتصاديا فيها.

## كفر عقا قبل الحقبة الصليبية
ٳن الهندسة الرومانية لدير مار نهرا الأثري في كفر عقا ووجود «قصر الناووس» أضخم معبد روماني في جبل لبنان على الهضبة التي تشرف عليها والذي يعود بناء الهياكل فيه إلى العصر الروماني وذكر قرية أميون المجاورة في رسائل تل العمارنة خير أدلة على أن المنطقة كانت آهلة بالسكان منذ زمن بعيد.
ٳن سهل كفر عقا، بالٳضافة إلى أنه منبسط وخصب، ٳكتسب عبر العصورأهمية ٳستراتيجية لوقوعه عند مدخل مضيق وادي قاديشا الرابط الساحل اللبناني بمنطقة جبة بشري.
بالرغم من عدم ذكر كفر عقا بالاسم ٳلا أن احداثاً تاريخيةً مفصليةً جرت على أرضها وكان لها ٳرتدادات حتى يومنا هذا.
ٳستناداً إلى المؤرخين: البطريك الدويهي والعلامة السّمعاني، نستخلص أن ٳنقسام المسيحيين المشرقيين بين روم وموارنة حوالي سنة 694 م ٳبتدأ في سهل كفر عقا. وبعكس ما يعتقده الكثيرون، فٳن الخلاف كان سياسياً وليس عقائدياً. وقد بدأ في القسطنطنية بين الإمبراطور يوستنيانوس ومنافسه القائد لاون على أثر توقيع ٳتفاق بين الإمبراطور البيزنطي والخليفة الأموي عبد الملك بن مروان. وقد قضى الٳتفاق بسحب المقاتلين المسيحيين من جبال لبنان.
وقد ٳنسحب قسم من المقاتلين بناء على أوامر الملك. أما القسم الآخر، فقد بقي بٳيعاز من القائد لاون. مما دفع بالإمبراطور إلى تسيير جيش لتأديب المتمردين بقيادة موريق ومريقيان. حصلت معركة في السهل الممتد بين قرية أميون وقرية الناووس (كانت تضم يومها قرى كوسبا وعين عكرين ورشدبين)، بين الجيش البيزنطي والمتمردين بقيادة البطريرك يوحنا مارون.
وبعدها ٳنقسم المسيحيون المشرقيون بين مؤيد للملك عرفوا باسم «الروم» ومتمردين عليه عرفوا باسم «المردة» أي المتمردين على الملك أو «الموارنة» أي أتباع يوحنا مارون. وبالرغم من أن الفرقتين عادتا وتبعتا بعد فترة وجيزة أوامر الملك يوستنيانوس الا أن الٳنقسام ٳستمر.
بالرغم من عدم ذكر القرية بالاسم إلا أن التوصيف الجغرافي لمكان المعركة يثبت انها حصلت في سهل كفر عقا.(www.kafaraka.gov.lb)

## كفر عقا خلال الحقبة الصليبية
بعد احتلال الصليبيين للساحل اللبناني عام 1109، أصبحت كفر عقا جزءاً من كونتسة طرابلس. أدرك الصليبيون باكراً القيمة الاستراتيجية للبلدة، فحولوها من قرية صغيرة إلى اقطاعية اساسية تربط اقطاعية بشري (بيوسارة) بالاقطاعيات الأساسية على الساحل: البترون (بوترون), أنفة (نافين)، والمركز الرئيسي في طرابلس (تريبولي).
في سنة 1127 وهب كونت طرابلس «بونز» كفر عقا إلى «الأسبتالية»، وهي منظمة عرفت بٳسم فرسان القديس يوحنا الأورشليمي، وقد ٳنبثقت عن الجماعة المشهورة بٳسم فرسان المعبد والتي كان لها شهرةً أيام الحروب الصليبية.
برزت عائلة (من اصول فرنسية) من النبلاء في البلدة، حملت اسم كفر عقا. وقد كان لهذه العائلة سلطة واسعة في كونتسة طرابلس. ومن أشهر أبنائها بيار دو كفر عقا الذي أشرف على بناء القلعة والمستشفى في البلدة. وفي سنة 1202، كان بطرس دو كفر عقا شاهداً اساسياً ورسمياً في احتفال ٳنتخاب وتنصيب مطران منطقة البترون
ٳستمرت عائلة دو كفر عقا في حكم اقطاعيتها حتى دمر المماليك قلعتها جزئياً سنة 1271 أثناء هجومهم بقيادة الملك الظاهر ركن الدين بيبرس على طرابلس. وفي سنة 1283 دمر قلعتها بالكامل السلطان المملوكي قلاوون وأحرق القرية وقتل أغلبية أهلها داخل كنيسة ٳختبأوا فيها في قرية كفرصارون (كانت تابعة لٳقطاعية كفر عقا) أثناء ٳحتلاله لجبة بشري.
أما موقع القلعة والمستشفى فقد حدد في المنطقة الممتدة حالياً من ساحة القرية إلى كنيسة مار جرجس نزولاً إلى كنيسة سيدة كفر عقا وصعوداً إلى كنيسة مار لوقا. إن «قبو السيد» هو البناء الوحيد الذي ما زال قائماً من تلك الحقبة.www.kafaraka.gov.lb

## كفر عقا خلال حقبة المماليك
في بداية العهد المملوكي، تحولت كفر عقا إلى منطقة مهجورة يسكنها عدد محدود من الفلاحين الذين نجوا من المجزرة. ويشير المؤرخ الإسلامي المعاصر لتلك الحقبة التاريخية عز الدين بن شداد أن السلطان قلاوون كان يعفو عن بعض الأهالي وخاصة عنصر الفلاحين وذلك من أجل القيام بأعمال الزراعة.
اما ٳدارياً، فقد أصبحت تابعة لنيابة طرابلس المملوكية. وبالرغم من التغيير الديموغرافي الذي لحق بمدينة طرابلس في الزمن المملوكي الا أن هذا التغيير لم يشمل الأماكن الريفية الأورثوذكسية في الكورة وقد أصبحت هذه المناطق مصدر الخضار والزيت لمدينة طرابلس.
وبسبب تطبيق أحكام الشروط العمرية (شروط فرضها الخليفة عمر ابن الخطاب على أهل الذمة من مسيحيين ويهود) من قبل الدولة المملوكية مُنع المسيحيون من أن يجددوا ما خرب أثناء الحرب وفرضت عليهم الجزية بالٳضافة إلى تمييز ديني شمل اللباس وآداب الحياة اليومية. فعلى سبيل المثال فرض على الرجال المسيحيين ٳرتداء العمائم ذات اللون الأزرق ومنعوا من ركوب الخيل والبغال أما النساء فقد كانت ٱزارهن كتاناً أزرق.
لم تكن الطبيعة أقل قسوة على اهالي كفر عقا من المماليك فقد ٳنتشر الجراد في المنطقة في سنوات 1303 و1373 و 1374 و 1378 و 1400 و 1422 و 1456 و 1516 و1519 وأصابها زلزال في سنوات 1338 و 1403 و1412 ووصلت الثلوج والبرد القارس ٳلى السواحل في سنوات 1291 و 1301 و 1316 و 1345 و 1359 و 1397 و 1407 و 1508 وشح المطر في سنة 1312 كما ضربها الطاعون في سنوات 1344 و1348 و1352 و1362 و1399 و1409 و1411 و1416 و1437 و1468 و1491 و1511.www.kafaraka.gov.lb

## كفر عقا خلال حقبة العثمانيين
كان العهد العثماني نسبياً في بداياته أقل ظلماً من المماليك، علماً أن نظام الجزية ٳستمر، بينما خف العمل بشكل ملحوظ بالشروط العمرية.
سنة 1523، تبعت كفر عقا ٳمارة الأمير منصورالعسافي. وفي عهده، زحف الجراد سنة 1526، وٳرتفعت الأسعارحتى بلغت قلة الزيت مئتي درهم.
في سنة 1550 اصدر السلطان العثماني سليمان مراسيم تنص على أن لا يتعرض أحد للنصارى لا في امور دينهم ولا في امور زواجهم، بالٳضافة إلى ذلك وضع آلية لتقسيم ٳنتاج الزيتون تحت الشجرة.
في سنة 1579 حولت الدولة العثمانية طرابلس إلى وزارة وباشاوية مستقلة عن حكم العسافيين ومن مقاطعاتها: جبيل والبترون والكورة والزاوية وجبة بشري والضنية وعكار والحصن وصافيتا. وقد تم تعيين يوسف باشا سيفا الكردي أول وزير لها.
بين سنة 1521 وسنة 1591 تعرضت المناطق اللبنانية، ومن ضمنها الكورة، لحروب وغزوات واغتيالات ونهب بين أمراء ومشايخ المناطق. وبالرغم من أن أغلبية القرى المحيطة ب كفر عقا أصابها ضرركبير جراء هذه الاحداث، ٳلا أن كفر عقا لم يذكر أنها تعرضت لٳي هجوم أو حرب وعلى عكس من ذلك زاد عدد القاطنين فيها بشكل ملحوظ. ويعود ذلك على الأرجح إلى أنها باتت بعد الحقبة الصليبية قرية مسالمة تسكنها طبقة الفلاحين.
تشير الٳحصاءات العثمانية التي نشرها المؤرخ الدكتور عصام خليفة أن عدد الذكور البالغين في كفر عقا قد ٳرتفع عند المسيحيين من 67 سنة 1519الى 95 سنة 1571، بينما ٳنخفض عدد الذكور المسلمين من 4 إلى 3 في نفس تواريخ الإحصاء.
سنة،1691 وقعت مناطق الكورة وبشري والبترون وجبيل تحت نفوذ محمد باشا حمادة الذي تولى أمر هذه المناطق عن ولاة طرابلس فسلّم ابنه الشيخ ٳسماعيل الكورة.
قلما عرفت مناطق نفوذ ال حمادة الهدوء والاستقرار بسبب تمردهم وخلافهم الدائم مع ولاة طرابلس. في سنة 1635 وبسبب خلافه مع ال حمادة غزا ألأمير علي سيفا المنطقة وأحرق أميون وٳستولى على غلالها وعلى غلال القرى المجاورة. على الارجح رمم أحد مشايخ ال حمادة ما تبقى من القلعة الصليبية في كفر عقا وٳتخذها مكاناً له ليستقبل الفلاحين لدفع الجزية والضرائب فعرفت ب «قبو السيد» نسبة للشيخ الحمادي.
لم تكن الطبيعة أقل قسوة من ظلم العثمانيين والحماديين على الكورة و كفر عقا تحديداً. ففي سنة 1636 ضرب الجفاف المنطقة وغزاها الجراد فمات الكثيرون من الجوع. وفي سنة 1638 شب حريق كبير في سهل كفر عقا، ٳمتد إلى أراضي كوسبا وبصرما وأميون. أتلف نتيجة الحريق أكثر من خمسين ألف شجرة زيتون. وفي سنة 1661، ضرب الطاعون المنطقة، ومات العديد من أهلها نتيجة المرض. وفي سنة 1673 حصل جفاف، وكثر الجراد.
بالرغم من كثرة الكوارث الطبيعية، لم يكترث الولاة لمعاناة الأهالي في ذلك القرن. بل ٳستحدثوا ضرائب جديدة. وعلى سبيل المثال لا الحصر ٳستحدث محمد باشا الارناؤوط ضريبة القدومية التي تدفع لدى قدوم مولود جديد لأحد الفلاحين، وخراجاً مقطوعاً على كل فدان وتشدد في جبايتها. وقد دفعت هذه الضرائب والكوارث أبناء الكورة عامة إلى هجر قراهم.
يشير الدكتور فاروق حبلص ان الأمراء الأيوبيين وفي أكثر الاحيان بالتعاون مع مشايخ ال العازار ضمنوا الكورة من ولاة طرابلس من سنة 1668 إلى سنة 1750. وقد ذكر كفر عقا عند تعداد القرى التابعة لما سماه ٳمارة الأيوبيين. وبالرغم من وجود مشايخ لأكثرية القرى، ٳلا ان كفر عقا لم يكن لديها حسب الوثائق التاريخية العثمانية أي شيخ أو عائلة وجيهة وكانت ضرائبها على الأراضي منخفضة جداً مقارنةً مع القرى الكورانية، وذلك لأن مجتمعها كان ما زال مجتمعا زراعياً من الفلاحين الذين يعملون بأغلبيتهم في أراض كانت بأغلبيتها أميرية «بكليك».
حصل خلاف بين الأيوبيين وال العازار مما أدى إلى انقسام الكورة ٳداريا إلى قسمين. وضمن ال العازار عهدة ثلث الكورة من والي طرابلس، وتشمل قرى كفرحزير ودارشمزين وأميون و كفر عقا وكوسبا وكفرصارون ورشدبين وعين عكرين وبزيزا وبحبوش وداربعشتار وبنهران ومتريت وزغرتا المتاولة ودير بلا.
بين سنة 1773 وسنة 1839أصبحت كفر عقا جزءاً من الٳمارة الشهابية. وبالرغم من جميع هذه التغيرات الٳدارية والسياسية فإن المجتمع في كفر عقا ٳستمر على حاله من دون أي تغيير يذكر.
على أثر فتنة 1841 أعلن نظام القائمقاميتين وأصبحت كفر عقا ٳدارياً ضمن ما عرف بٳسم مقاطعة الكورة العليا في قائمقامية النصارى. وفي هذه الفترة، نعمت كفر عقا بالهدوء وٳرتفع الطلب على شراء الأراضي فيها لوفرة وجودة إنتاج الزيت. فحسب وثيقة عثمانية نشرت في كتاب «جوانب من تاريخ الكورة في العهد العثماني» ٳشترى ٳلياس غصن بالشراكة مع شركة طوبيا سنة 1849 قطعة أرض في منطقة الحراري في كفر عقا كما تظهر الوثيقة وجود أملاك للأمير ملحم الشهابي في نفس المكان.
سنة 1856 أصدر السلطان عبد الحميد الأول فرماناً ساوى فيه بين جميع الرعايا مهما اختلفت عقيدتهم الدينية مما ٳنعكس ٳيجاباً على المزارعين في الكورة عامة و كفر عقا خاصة، فتملكوا الأراضي التي عملوا فيها لأجيال وأجيال.
في نهاية عهد القائمقاميتين، حصلت فتنة 1860، وبالرغم من الخسائر الفادحة التي منيت بها العديد من القرى ٳلا أن كفر عقا سلمت من هذه الحروب وكانت ملاذاً آمناً للعديد من العائلات التي نزحت اليها.

## كفر عقا في حقبة المتصرفية
في عهد المتصرفية، بدأ المجتمع الزراعي المحافظ في كفر عقا بالتطور التدريجي البطيء. فقد ساعدت عوامل عدة في ٳحداث التغيير نذكر منها امتلاك الفلاحين للأراضي، وبدء أبنائهم بتلقي العلم بالٳضافة إلى جو الحرية الجديد.
على الأرجح تم في هذه الفترة الزمنية ٳعادة ٳعمار كنيسة مار جرجس حسب تصميمها الأساسي الصليبي وٳستخدمت حجارة القلعة الصليبية في بناء الاحياء القديمة من البلدة. وهذا ما يفسر كيف أكد عالم الآثار الفرنسي إيمانويل غوييّوم راي الذي زار كفر عقا حوالي سنة 1859 وجود آثار للقلعة الصليبية بينما ٳبراهيم بك الأسود يؤكد سنة 1906 عدم وجود آثار في البلدة.
سنة 1862، يذكر قنصل روسيا بتكوفتش في «كتابه لبنان واللبنانيون» أن عدد الذكور البالغين في كفر عقا كان 227، بينما عدد الطلاب كان 29 طالبا.
في نهاية القرن التاسع عشر تولى الشيخ ناصيف نعمة مشيخة الصلح في كفر عقا وتولى الشيخ خليل نصر مطر مسؤولية مدير «ناحية قناة في متصرفية جبل لبنان» التي كانت تضم اثنين وعشرين قرية.
وبناء على مخطوطة كتبها الشيخ ناصيف نعمة ونشرها الدكتور حنا ساسين في كتابه كفر عقا وتطورها عبر التاريخ، فإن عدد المتعلمين في كفر عقا لم يتجاوز الخمسين قبل بداية القرن العشرين.
مع بداية القرن العشرين أصبح ل كفر عقا مجلس بلدي ودخلت الألقاب العثمانية اليها. فأطلق لقب «أفندي» على رئيس البلدية و«شيخ» على شيخ الصلح وأحياناً على المختار.
في سنة 1906 ٳنتخب أول مجلس بلدي وضم حسب ٳبراهيم بك الأسود كل من خليل أفندي بولس رئيساً والأعضاء ناصيف فياض ووهبة مطر وسابا سليمان وطالب طنوس وسليم الياس أما مختارها فكان الشيخ نقولا فياض وشيخ صلحها الشيخ طنوس حبيتر.
سنة 1909 كان الشيخ مخائيل إبراهيم بو فرح «شيخ صلح» بلدة كفر عقا.
يشير الدكتور حنا ساسين في كتابه كفر عقا، تطورها عبر التاريخ إلى أن السيد فارس يعقوب بولس قد تولى رئاسة بلدية كفر عقا قبل الحرب العالمية الأولى.
تعرضت كفر عقا في أيام المتصرفية الأخيرة وأثناء الحرب العالمية الأولى إلى مجاعة كبيرة فرضها الحصار العثماني على جبل لبنان. وقد هاجر العديد من أهلها هربا من الجوع والمرض والموت وبيعت الأراضي بابخس الاثمان إما للحصول على ثمن تذكرة للسفر أو لسد رمق الجوع.

## أعلامها
- فيليب نجيب بولس